# Девушка Миллера
«Де́вушка Ми́ллера» (англ. Miller's Girl) — американский эротический триллер режиссёра Джейд Холли Бартлетт с Дженной Ортегой и Мартином Фрименом в главных ролях. Картина была выпущена в кинопрокат в США компанией Lionsgate 26 января 2024 года.

## Сюжет
Каиро Свит, 18-летняя богатая девушка, живёт одна в особняке своей семьи в Теннесси, пока её родители-адвокаты находятся в командировке. Каиро посещает занятия с преподавателем творческого письма средней школы Джонатаном Миллером и поражает его своими обширными познаниями в литературе и знакомством с книгой самого Миллера «Апострофы и амперсанды». Миллер бросил писать после того, как женился и начал преподавать, в то время как его жена Беатрис стала более успешным автором, и она постоянно напоминает Миллеру об отсутствии у него амбиций писать что-то новое.
Каиро должна написать эссе для поступления в Йельский университет на тему «величайшее достижение на сегодняшний день», но она не может найти ничего достойного, о чем можно было бы написать. Бисексуалка Винни, лучшая подруга Каиро, советует ей испытать волнение от романа учителя и ученика, как она намеревается со школьным учителем физкультуры Борисом Филлмором, который является лучшим другом Миллера. Видя интеллектуальную связь между Каиро и Миллером, Винни предлагает Каиро соблазнить Миллера.
Каиро и Миллер начинают проводить все больше и больше времени вместе вне занятий, разделяя общие интересы в романах, стихах и культуре Теннесси. Миллер поручает Каиро написать рассказ в стиле её любимого автора, и она выбирает Генри Миллера; несмотря на нежелание из-за провокационного стиля автора, Миллер одобряет. Когда он случайно забирает сотовый телефон Каиро, она просит его вернуть его лично. Когда Миллер приезжает в особняк её родителей, Каиро встречает его в сексуальном платье и целует под дождём. Вдохновлённая, она пишет эротический рассказ о сексуальных отношениях между учителем и его ученицей. Пока Миллер читает его в одиночестве, он не может не возбудиться и в конце концов мастурбирует под него.
Миллер заявляет, что история неприемлема, и требует, чтобы Каиро изменила её, но она обвиняет его в трусости и лицемерии. Оскорблённая отказом Миллера, Каиро отправляет историю заместителю директора школы Джойс Мэнор, чтобы разоблачить возможный роман между ними. Она также использует в своих интересах влечение Винни к ней, убеждая её отправить Филлмору их сексуальные фотографии, заставляя их раздеться и страстно поцеловаться.
Заместитель директора по отдельности расспрашивает Каиро и Миллера об их отношениях. Несмотря на то, что он утверждает, что между ними не произошло ничего неподобающего, Миллеру приходится взять на себя всю ответственность как взрослому в сложившейся ситуации, что приводит к его отстранению. Это приводит к разрыву в его дружбе с Филлмором, который обвиняет его в том, что он не знает пределов своих возможностей как учителя. Спор с Беатрис о том, что произошло, также побуждает Миллера, наконец, выплеснуть свой подавляемый гнев на жену и указать на токсичную природу их брака.
Понимая, что действия Каиро сделали с Миллером, Винни просит её снять обвинения против него, но Каиро отказывается, называя падение Миллера своим «величайшим достижением на сегодняшний день». Она описывает свой опыт в эссе о приёме в том же стиле, который Миллер использовал в своей книге. Миллер, достигший самого дна, но впервые за многие годы вдохновлённый, решает написать новую книгу.

## В ролях
- Мартин Фримен — Джонатан Миллер
- Дженна Ортега — Каиро Свит
- Дагмара Доминчик — Беатрис Джун Харкер
- Башир Салахуддин[англ.] — Борис Филлмор
- Гидеон Адлон — Винни Блэк
- Кристин Адамс — Джойс Мэнор

## Создание
В декабре 2016 года сценарий Джейд Халли Бартлетт к фильму «Девушка Миллера» был приобретён компанией Сета Рогена Point Grey Pictures и внесён в «Чёрный список» неспродюсированных сценариев Голливуда.
В сентябре 2022 года Lionsgate приобрела права на прокат фильма. Бартлетт стала режиссёром и сценаристом, а Мартин Фримен и Дженна Ортега получили главные роли. Неделю спустя к актёрскому составу ленты присоединились Гидеон Адлон, Башир Салахуддин, Дагмара Доминчик и Кристин Адамс. В том же месяце в Картерсвилле (Джорджия) начались съёмки.

## Релиз
Премьера фильма «Девушка Миллера» состоялась на кинофестивале в Палм-Спрингсе 11 января 2024 года, а 26 января 2024 года фильм вышел в прокат под эгидой Lionsgate. В цифровом формате картина была издана 16 февраля 2024 года в США и 19 февраля в Великобритании.

## Критика
На сайте Rotten Tomatoes из 58 рецензий 29 % положительные, средняя оценка — 5,2/10; консенсус критиков сайта сформулирован так: «Несмотря на участие талантливых звёзд и не менее интересную концепцию, „Девушка Миллера“ получилась очень поверхностной». На сайте Metacritic фильм получил 41 балл из 100 на основе 14 рецензий, что свидетельствует о «смешанных или средних» отзывах.
Марк Кеннеди из Associated Press назвал фильм бессмысленным и неловким моментом в карьере Ортеги. Кристи Лемайр из RogerEbert.com посчитала актрису весьма притягательной, чтобы вызывать у зрителя интерес, даже несмотря на то, что мотивы её героини кажутся предсказуемыми и нелогичными.